# Theo Corbeanu
Theodor "Theo" Alexander Corbeanu (* 17. května 2002 Hamilton) je kanadský profesionální fotbalista, který hraje na pozici útočníka či křídelníka za švýcarský tým Grasshopper Club Zürich, kde je na hostování z Wolverhamptonu Wanderers, a za kanadský národní tým.

## Klubová kariéra
Corbeanu, který se narodil v Hamiltonu rumunským rodičům, začal hrát v rodném městě jako brankář, ale ve věku bylo osmi let přešel na pozici útočníka. Prošel akademiemi týmů Mount Hamilton SC, Hamilton Sparta SC, poté krátce v Saltfleet SC a Givona Academy. Na konci roku 2016 nastoupil na akademie Toronto FC, hrající americko-kanadskou MLS. V roce 2018 odehrál 5 zápasů za Toronto FC III, vstřelil dva góly v zápase proti Toronto Skillz FC. 27. května vstřelil svůj první pohárový gól proti týmu z Windsoru.

### Wolverhampton Wanderers
V srpnu 2018 opustil akademii Toronta a zamířil do Anglie. Nejprve vyzkoušel akademii v Leicesteru City, ale na radu svého agenta vyzkoušel akademii Wolverhamptonu Wanderers, která mu nabídla stipendium. Při svém debutu za tým do 16 let skóroval a brzy se přesunul do týmu do 18 let. V létě 2019 se připojil k prvnímu týmu na předsezónní turnaj do Číny. Do rezervního týmu se dostal v roce 2020.
Poté, co odehrál devět zápasů za tým Wolves do 23 let, ve kterých vstřelil 4 góly, podepsal v říjnu 2020 smlouvou s A-týmem. Od té doby se pravidelně objevoval na lavičce Wolves a svůj ligový debut si odbyl dne 16. května 2021, když v 83. minutě utkání proti Tottenhamu vystřídal Fábia Silvu.

#### Sheffield Wednesday (hostování)
Dne 2. srpna 2021 odešel Corbeanu na sezónní hostování do třetiligového klubu Sheffield Wednesday.

## Reprezentační kariéra
Poté, co nebyl vybrán do kanadského týmu do 15 let, kontaktoval rumunskou federaci. Ta jeho nabídku přijala, a tak začal Corbeanu hrát v rumunských mládežnických reprezentacích. Ve svém prvním zápase s týmem do 16 let proti Irsku dvakrát skóroval.
Po dvou letech odešel v roce 2019, protože chtěl reprezentovat rodnou Kanadu.
Poprvé byl povolán do kanadské reprezentace v lednu 2021, avšak pozvánku po dohodě s klubem odmítl. Poprvé se připojil k týmu v březnu 2021, kdy byl povolán na zápasy kvalifikace na Mistrovství světa v roce 2022 na zápasy proti Bermudám a Kajmanským ostrovům. Debutoval v utkání proti Bermudám 25. března 2021, když v 77. minutě vystřídal Juniora Hoiletta. Čtyři minuty po příchodu na hřiště vstřelil branku a pojistil tak vítězství Kanady 5:1.

## Statistiky

### Klubové
K 2. srpnu 2021
| Klub                        | Sezóna  | Liga            | Liga   | Liga | Národní pohár | Národní pohár | Ligový pohár | Ligový pohár | Evropské poháry | Evropské poháry | Celkem | Celkem |
| Klub                        | Sezóna  | Liga            | Zápasy | Góly | Zápasy        | Góly          | Zápasy       | Góly         | Zápasy          | Góly            | Zápasy | Góly   |
| --------------------------- | ------- | --------------- | ------ | ---- | ------------- | ------------- | ------------ | ------------ | --------------- | --------------- | ------ | ------ |
| Toronto FC III              | 2018    | League1 Ontario | 5      | 2    | –             | –             | 2            | 1            | –               | –               | 7      | 3      |
| Wolverhampton Wanderers U21 | 2020/21 | –               | –      | –    | –             | –             | 4            | 0            | –               | –               | 4      | 0      |
| Wolverhampton Wanderers     | 2020/21 | Premier League  | 1      | 0    | 0             | 0             | 0            | 0            | –               | –               | 1      | 0      |
| Wolverhampton Wanderers     | 2021/22 | Premier League  | 0      | 0    | 0             | 0             | 0            | 0            | –               | –               | 0      | 0      |
| Wolverhampton Wanderers     | Celkem  | Celkem          | 1      | 0    | 0             | 0             | 0            | 0            | –               | –               | 1      | 0      |
| Sheffield Wednesday (host.) | 2021/22 | League One      | 0      | 0    | 0             | 0             | 0            | 0            | –               | –               | 0      | 0      |
| Celkem                      | Celkem  | Celkem          | 6      | 2    | 0             | 0             | 6            | 1            | 0               | 0               | 12     | 3      |

### Reprezentační
K 12. srpnu 2021
| Kanada | Kanada | Kanada |
| Rok    | Zápasy | Góly   |
| ------ | ------ | ------ |
| 2021   | 6      | 2      |
| Celkem | 6      | 2      |

#### Reprezentační góly
K zápasu odehranému 26. března 2021. Skóre a výsledky Mexika jsou vždy zapisovány jako první
| Gól | Datum             | Místo                                                      | Soupeř   | Skóre | Výsledek | Soutěž                                |
| --- | ----------------- | ---------------------------------------------------------- | -------- | ----- | -------- | ------------------------------------- |
| 1.  | 25. března 2021   | Exploria Stadium, Orlando, Spojené státy americké          | Bermudy  | 5:1   | 5:1      | Kvalifikace na Mistrovství světa 2022 |
| 2.  | 11. července 2021 | Children's Mercy Park, Kansas City, Spojené státy americké | Martinik | 4:1   | 4:1      | Zlatý pohár 2019                      |